# 安全保障関連法に反対する学者の会
安全保障関連法に反対する学者の会（あんぜんほしょうかんれんほうにはんたいするがくしゃのかい）は、日本の政治団体。第3次安倍内閣が策定した安全保障関連法案の廃案を求め、2015年6月に設立された。

## 沿革・概要
2015年5月14日、政府は臨時閣議を開き、集団的自衛権の行使を可能にする安全法相関連法案を決定。翌15日、衆議院及び参議院に「平和安全法制整備法案」と「国際平和支援法案」の2法案を提出した。
同年6月11日、佐藤学ら各界の研究者は、安保法案は違憲であり平和主義を捨て去る暴挙であるとして、「安全保障関連法案に反対する学者の会」を設立した。発起人は浅倉むつ子、上野千鶴子、内田樹、佐藤学、広渡清吾、益川敏英、間宮陽介の7人（五十音順）。60人以上の呼びかけ人と2700人近くに上る賛同者を得て、6月15日、佐藤らは記者会見を開き、声明発表を行った。会見に同席した山口二郎は「安倍政権の暴走に批判を加えなければ、学問の存在理由はない」と訴えた。
同年7月31日、SEALDsと国会前でのデモを共催。9月6日、SEALDsと新宿の歩行者天国で集会を共催で行った。
同年9月19日、法案は可決。これに伴って9月25日、会の名称は「安全保障関連法案に反対する学者の会」から「安全保障関連法に反対する学者の会」に変更された。
同年12月20日、「安全保障関連法に反対する学者の会」「立憲デモクラシーの会」「戦争させない・9条壊すな!総がかり行動実行委員会」「SEALDs」「安保関連法に反対するママの会」の5つの団体の有志は、参議院一人区での野党統一候補擁立を目指し、連合組織である「安保法制の廃止と立憲主義の回復を求める市民連合」（略称：市民連合）を結成した。
2020年10月1日、日本学術会議が推薦した会員候補のうち、菅義偉首相が6人の歴史学者を任命しなかったことが報じられた。同団体の推薦者を首相が任命しなかったのは、現行の制度になった2004年度以降では初めてであったことから、社会問題に発展した。同年10月14日、「安全保障関連法に反対する学者の会」は都内で記者会見し、「6人が任命見送りになった経緯と理由を明らかにし、すみやかに任命すること」を求める抗議声明を発表した。任命されなかった6人のうち、宇野重規は「安全保障関連法に反対する学者の会」の呼びかけ人、残る5人はいずれも賛同人に名を連ねており、また、改正組織犯罪処罰法を批判してきた学者も含まれていた。声明の中で、任命拒否は「学術会議の独立性と学問の自由を侵害する許しがたい行為」であると難じ、「学問的研究と業績評価による会員の選考に政治が介入することはあってはならない」と述べた。

## 呼びかけ人
★は発起人
- 青井未帆（学習院大学教授　法学）
- 浅倉むつ子（早稲田大学教授　法学）★
- 淡路剛久（立教大学名誉教授・弁護士　民法・環境法）
- 池内了（名古屋大学名誉教授　宇宙物理学）
- 石田英敬（東京大学教授　記号学・メディア論）
- 市野川容孝（東京大学教授　社会学）
- 伊藤誠（東京大学名誉教授　経済学）
- 上田誠也（東京大学名誉教授　地球物理学／日本学士院会員）
- 上野健爾（京都大学名誉教授　数学）
- 上野千鶴子（東京大学名誉教授　社会学）★
- 鵜飼哲（一橋大学教授　フランス文学・フランス思想）
- 内田樹（神戸女学院大学名誉教授　哲学）★
- 内海愛子（恵泉女学園大学名誉教授　日本-アジア関係論）
- 宇野重規（東京大学教授　政治思想史）
- 大澤眞理（東京大学教授　社会政策）
- 岡野八代（同志社大学教授　西洋政治思想史・フェミニズム理論）
- 小熊英二（慶應義塾大学　歴史社会学）
- 戒能通厚（早稲田大学名誉教授　法学）
- 海部宣男（国立天文台名誉教授　天文学）2019年4月13日逝去
- 加藤節（成蹊大学名誉教授　政治哲学）
- 金子勝（立教大学特任教授　財政学）
- 川本隆史（国際基督教大学特任教授　社会倫理学）
- 君島東彦（立命館大学教授　憲法学・平和学）
- 久保亨（信州大学特任教授　歴史学）
- 栗原彬（立教大学名誉教授　政治社会学）
- 小林節（慶應義塾大学名誉教授　憲法学）
- 小森陽一（東京大学教授　日本近代文学）
- 齊藤純一（早稲田大学教授　政治学）
- 酒井啓子（千葉大学教授　イラク政治研究）
- 佐藤学（学習院大学特任教授　教育学）★
- 島薗進（上智大学教授　宗教学）
- 杉田敦（法政大学教授　政治学）
- 高橋哲哉（東京大学教授　哲学）
- 高山佳奈子（京都大学教授　法学）
- 千葉眞（国際基督教大学特任教授　政治思想）
- 中塚明（奈良女子大学名誉教授　日本近代史）
- 永田和宏（京都大学名誉教授・京都産業大学教授　細胞生物学）
- 中野晃一（上智大学教授　政治学）
- 西川潤（早稲田大学名誉教授　国際経済学・開発経済学）
- 西崎文子（東京大学教授　歴史学）
- 西谷修（立教大学特任教授　哲学・思想史）
- 野田正彰（精神病理学者　精神病理学）
- 浜矩子（同志社大学教授　国際経済）
- 樋口陽一（憲法学者　法学／日本学士院会員）
- 広田照幸（日本大学教授　教育学）
- 広渡清吾（東京大学名誉教授　法学／日本学術会議前会長）★
- 堀尾輝久（東京大学名誉教授　教育学）
- 益川敏英（京都大学名誉教授　物理学／ノーベル賞受賞者）★
- 間宮陽介（青山学院大学特任教授　経済学）★
- 三島憲一（大阪大学名誉教授　哲学・思想史）
- 水島朝穂（早稲田大学教授　憲法学）
- 水野和夫（法政大学教授　経済学）
- 宮本憲一（大阪市立大学名誉教授　経済学）
- 宮本久雄（東京大学名誉教授・純心大学教授　哲学）
- 山口二郎（法政大学教授　政治学）
- 山室信一（京都大学教授　政治学）
- 横湯園子（中央大学元教授、北海道大学元教授　臨床心理学）
- 吉岡斉（九州大学教授　科学史）2018年1月14日逝去
- 吉田裕（一橋大学特任教授　日本史）
- 鷲谷いづみ（中央大学教授　保全生態学）
- 渡辺治（一橋大学名誉教授　政治学・憲法学）
- 和田春樹（東京大学名誉教授　歴史学）